# هورست هاهنه
هورست هاهنه (بالإنجليزية: Horst Hahne؛ بالألمانية: Horst Hahne) هو موظف مدني أسترالي وألماني، ولد في 1940 في فرانكفورت في ألمانيا.